# 왈롱 로열 오페라

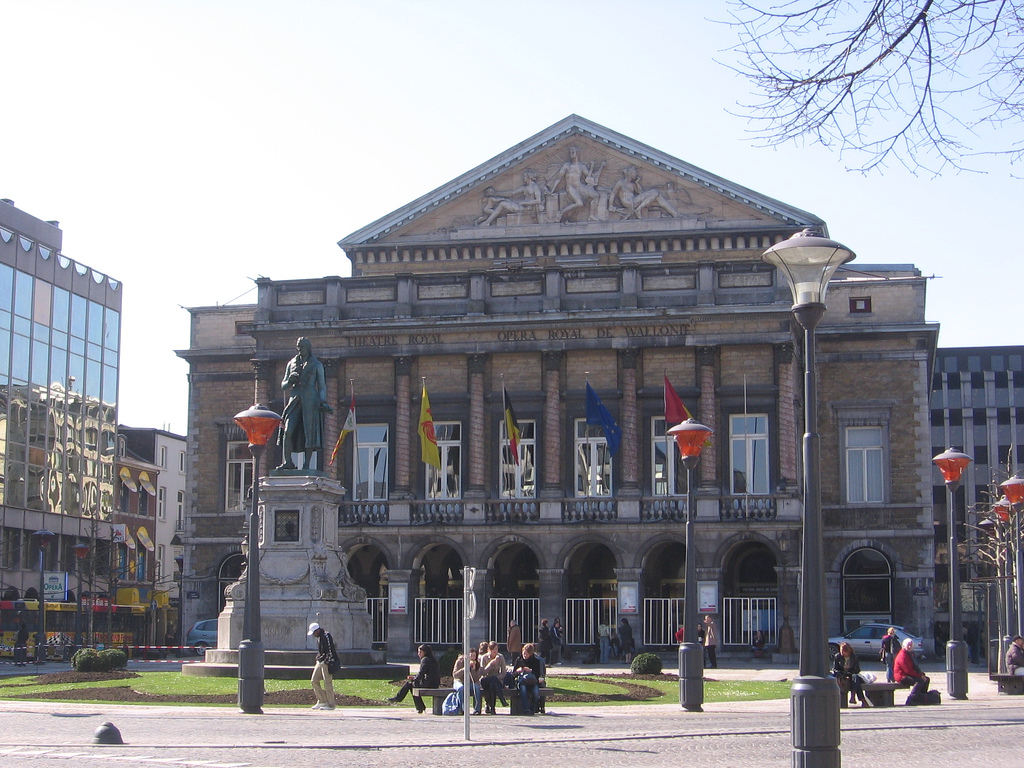
왈롱 로열 오페라

왈롱 로열 오페라(Opéra Royal de Wallonie)은 벨기에 리에주에 위치한 오페라 하우스이다.